# Daïra d'Abou El Hassan
Pour les articles homonymes, voir El Hassan.
La daïra  d'Abou El Hassan est une daïra d'Algérie située dans la wilaya de Chlef et dont le chef-lieu est la ville éponyme de Abou El Hassan.

## Localisation
La daïra  d'Abou El Hassan est située au Nord-Ouest de la wilaya de Chlef.

## Communes de la daïra
La daïra  d'Abou El Hassan est composée de trois communes : Abou El Hassan, Talassa et Tadjena.